# 怪奇ゾーン グラビティフォールズ
『怪奇ゾーン グラビティフォールズ』（かいきゾーン グラビティフォールズ、原題：Gravity Falls）は、2012年に放送されたアメリカ合衆国のテレビアニメ。

## 概要
本作は謎の超常現象が頻発するオレゴン州の架空の田舎町「グラビティフォールズ」を舞台に、双子の姉弟が織りなすひと夏の冒険をシニカルなユーモアや家族愛・友情とともに描いたSFミステリーアドベンチャーである。
本作の製作総指揮は『スイチュー! フレンズ』などのアレックス・ハーシュが務めており、本作が監督デビュー作となる。
アメリカでは2012年6月15日にディズニー・チャンネルで第1話が先行放送され、6月29日に本放送が始まった。アメリカでのレーティングは「TV-Y7」。
日本では2012年10月26日にディズニー・チャンネルで放送が始まり、2013年9月29日から2020年3月29日まではDlifeで、2014年2月から5月まではディズニーXDでも放送された。字幕放送対応（ディッパーの声は黄色、メイベルの声は水色、その他のキャラクターの声は白で表示される）。
作中で不吉な内容を示した暗号や、物語のヒントを示すアイテムなどが各所に散りばめられ、物語の進行につれてコメディからシリアスな内容へと変遷していく作品になっており、子供から大人までの幅広い年齢が楽しめるアニメ作品として人気を博した。ディズニー・チャンネルで放送されたアニメ作品としては、『フィニアスとファーブ』と並ぶ人気作品として名高い。

## あらすじ
双子の姉弟であるディッパー・パインズとメイベル・パインズは、夏休みの間だけオレゴン州の静かな町グラビティフォールズに住むスタン・パインズ大叔父さんのもとで暮らすことになった。
スタンはグラビティフォールズの不思議な品々を展示する屋敷"MYSTERY SHACK"（日本語訳では"ミステリーハウス"）の主だが、実際は偽物の展示品で観光客を騙す詐欺師だった。しかし、失望したディッパーが六本指の表紙が付いた謎の日誌"ジャーナル"を拾うと同時に、パインズ姉弟の周りで本物の超常現象が次々と起こり出していく。
グラビティフォールズには大きな謎が隠されていると考えたディッパーは、メイベルと「ミステリーツインズ」を結成し、日誌の記述を手がかりに謎を解き明かそうとする。

## 評価
本作には好意的な評価が多数寄せられており、TV.comでは10点満点中8.8点がつけられ、インターネット・ムービー・データベースでは、1,500人のユーザーが10点満点中 8.6点をつけた。
批評家からも好意的な評価が多く寄せられている。『バラエティ』のブライアン・ロウリー（Brian Lowry）は、「この番組はこどもにとっては陽気なお話だが、彼等の親にとっては子どものころのほろ苦い思い出を呼び起こされるものになるであろう」と評し、ロサンゼルス・タイムズのロバート・ロイドはこの番組を「ディズニー流アクションと心温まるストーリーが織り込まれたこの番組は、穏やかな作風でありながら奇妙な味わいをしている」と評した。また、ニューヨーク・デイリーニューズのデビッド・ヒンクリーはこの番組を「予想もつかない展開でありながら心温まるストーリーで我々を楽しませてくれる」とし、メイベルのキャラクター性について好意的な評価を述べた。
WIREDの マット・ブルームは、同じ局の人気番組である『フィニアスとファーブ』や、ライバル局であるカートゥーン ネットワークの『レギュラーSHOW〜コリない2人〜』と比較したうえで、この番組を巧妙で奇妙な作風だが、どこか心を打つところがある作品であると評した。
IGNの山田集佳は、本作について、自立したキャラクター造形とSF要素の高い伏線を評価した。また、山田はメイベルの現実逃避とその克服を描いた「ミョウマゲドン2：現実からの逃避」についても、大人になるというテーマを本作らしく昇華させた名エピソードだと評価している。

## 登場人物

### 主人公とその家族
ディッパー（メイソン）・パインズ（Mason "Dipper" Pines）
声 - 泰勇気 / 英 - ジェイソン・リッター
本作の主人公で、1999年8月31日生まれの12歳の男の子。メイベルの双子の弟。自分の本名が好きではなくあだ名のディッパーを名乗っているが、『パインズの秘密』で本名がメイソン・パインズ（Mason Pines)であることや、あだ名の由来は前髪で隠れた額にあるBig Dipper（北斗七星）の印のアザだと判明。グラビティフォールズの怪奇現象が記された六本指の表紙の日誌（ジャーナル）の3巻を拾い、町に隠された謎を解明したがっている。一人称は「僕」。
トレードマークは松の木のシルエットが描かれた水色と白の野球帽。神経質で恥ずかしがり屋であると同時に、知識が豊富で好奇心が強い。メイベルよりも1ミリ背が小さく、胸毛も生えていないのを気にして「男らしさ」に憧れていたり、周囲から声についてからかわれムキになるなど年頃の少年らしい一面もある。
昔はメイベルの奇行を楽しんでいたが、メイベルが年頃になってからは振り回されることが多く、彼女と衝突することが多い。それでも彼女とは基本的に仲がよく、楽しいことや辛いことをいつも一緒に乗り越えてきた大切な存在であり、困っている時や危ない時はいつも助けてあげたいと思っている。
ウェンディに想いを寄せているが、当のウェンディからは可愛い弟のように見られていることが悩みで、早く大人になりたいと思っている。「ファーストキス」の相手は人魚の少年マーマンド（実際には人工呼吸をしただけだが、メイベルに茶化されていた）。
ビル討伐後はメイベルとともに13歳の誕生日（8月31日）を迎え、ウェンディと帽子を交換してカリフォルニア州に住む両親のもとへ帰って行った。
グラビティフォールズの謎をレポートするショートアニメ「ディッパーの謎ガイド」では、カメラマン兼レポーターを務めている。
メイベル・パインズ（Mabel Pines）
声 - 原島梢 / 英 - クリステン・シャール
もう一人の主人公で、1999年8月31日生まれの12歳の女の子。ディッパーの双子の姉。
ディッパーとは対照的に、元気いっぱいで夢見がちな性格をしている一方、奇行が目立つ。歯に矯正器具を着けている。手先が器用で創造力豊か。面食いの惚れっぽい性格で、アイドルとかっこいい男の子に目がない。一人称は「あたし」。
真夏にもかかわらず、常に長袖の派手な手作りセーターを着ている。ディッパーとはとても仲が良いが、腰の辺りまで伸びた自慢の髪に触られることだけは極端に嫌がっている。露店でもらったペットのブタのよったんを溺愛している。写真を張り付けた日記帳がわりのスクラップブックと、スタンにもらった売り物のフックガンを大切にしている。
ダンスパーティで知り合ったグレンダとキャンディーとは大の親友で、よくお泊まり会を開いている。一方でパシフィカには顔を合わせるたび嫌味を言われている。
夏の間に素敵なボーイフレンドとの思い出を作りたがっており、ファーストキスの相手は人魚のマーマンド。ビデオで見た80年代のアニメのキャラクター「ドリームボーイズ」が理想の男性像で、妄想の中に何度も登場させている。
終盤仲のいい双子だったスタンリーとフォードが不仲になってしまった事実や、ディッパーがカリフォルニアに帰らずフォードの助手になるよう誘われたことに危機感を抱き、現実を拒絶してビルの作った夢の世界「メイベルランド」に閉じこもってしまうが、ディッパーの説得で彼と共に成長することを選ぶ。ビル討伐後はディッパーとともに13歳の誕生日（8月31日）を迎え、カリフォルニアに暮らす両親のもとへ帰って行った。
メイベルが毎回様々なテーマで進行をするショートアニメ「メイベルのガイド」がある。
スタンリー・パインズ（Stanley "Stan" Pines）
声 - 中村浩太郎 / 英 - アレックス・ハーシュ
グラビティフォールズにある見世物小屋のミステリーハウスの店主であり、パインズ姉弟を夏休みの間だけ預かることになった。2人には「スタン大叔父さん（Grunkle Stan）」と呼ばれている。
金に汚く、観光客相手の詐欺をはじめとする犯罪を常習的に行っており、たまにディッパーとメイベルに仕事を手伝わせる事もある。
本名は「スタンリー・パインズ」だが、訳あって町の人には「スタンフォード・パインズ」と名乗っていた。一人称は「俺」（幼少期は「僕」）。
短気で豪快な性格をしている一方で、寂しがり屋で家族を守るためなら自己犠牲を厭わない愛情深い一面があり、ディッパーとメイベルを心底可愛がっている。なお、登場時は大抵ミステリーハウスの主の印であるフェズをかぶっている。開業時はスーツを着ているが、閉店時は下着一丁でスリッパを履いている。オレンジ色の丸い鼻に大きな耳が特徴。
メイベルにそそのかされてスーザンと付き合ったことがあったが、同話ラストでは「よく見るとブス」だとデートをすっぽかした。実は高所恐怖症だったがメイベルが克服させた。メイベルが作った自分の等身大蝋人形を大切にしていたが、首のない状態で発見された時には悲嘆に暮れて盛大な葬式をあげた。少年時代は周りからいじめられており、父親からボクシングを習った。一度離婚している。
実は日誌の1巻を所持しており、自動販売機の裏にはグラビティフォールズの町に秘められた力を制御するための施設を設けている。また、後にギデオンとディッパーが紛失した日誌を回収している。
真の目的は双子の兄であるフォードこと本物のスタンフォード・パインズを異次元から救出すること。フォードとはディッパーとメイベルのように仲が良かったが、フォードの大学進学でフォードと離れ離れになることを嫌い、更には幼い頃の「二人で船に乗って世界を旅する約束」を無下にされ激怒。フォードの大学進学を（故意ではないのだが）邪魔したことで勘当されたスタンリーは詐欺師として地方を転々としていたが、フォードに研究の手伝いを頼まれてグラビティフォールズを訪れた。しかし、和解を拒むフォードの態度から言い争いに発展し、フォードをゲートから異次元に転送してしまう。その後フォードの救出と費用捻出のために詐欺師の経験を活かしてミステリーハウスを開業し、町の住民にフォードと間違えられたことから自分の死を偽装してフォードに成り代わっていた。
最終話ではフォードとの確執で世界を滅ぼしかける事態を招いてしまうが、ディッパーとメイベルの危機を前にフォードと服を交換し、脳内に侵入してきたビルを記憶銃で自分の記憶ごと消滅させた。全ての記憶を失ってしまうが、メイベルのスクラップブックによって記憶を取り戻した。その後はスースに店を譲り、フォードと共に世界を航海する旅に出た。
スタンフォード・パインズ（Stanford Filbrick "Ford" Pines）
声 - 宇垣秀成/ 英 - J・K・シモンズ
ミステリーハウスの本当の持ち主で、スタン大叔父さんの双子の兄。本物のスタンフォード・パインズで、本名は「スタンフォード・フィルブリック・パインズ」。グラビティフォールズの怪奇現象を記した3冊の日誌を書いた人物である。夏の間は双子のスタンリーと区別するため「フォード大叔父さん（Grunkle Ford）」と呼ばれる。
30年前に地下室のゲートから異次元に飛ばされていたが、終盤で日誌を解読したスタンリーに救出された。
スタンとは対照的に論理的で理屈っぽい性格をしている一方、子供の頃からSFや奇妙な物、統計的にあり得ないものに強い関心があった。また、生まれつき両手の指が6本あり、子供の頃はそれが元でいじめられていた。博士号をいくつも持つ天才科学者だが、誰も信用しようとせず、自分一人で問題を解決しようとする。一人称は「俺」（幼少期は「僕」）。
30年前に若い頃のマクガケットと共にグラビティフォールズで調査と研究をしていたが、開発したゲートに頭を突っ込み恐慌状態に陥ったマクガケットに辞められてしまう。助手になってもらおうと絶縁状態だったスタンリーを呼ぶが、スタンリーと揉め合ったことで誤って作動したゲートの中に消えてしまった。
憧れていた大学への進学を邪魔されたことや、長い間異次元に飛ばされた恨みからスタンリーと冷戦状態が続いていたが、ディッパーとメイベルの前では普通に振る舞うことにしており、夏休みの終わりにミステリーハウスの返却と閉店をスタンリーに約束させた。食事時以外は地下室で作業をしている。自分とよく似ているディッパーと意気投合し、夏休みが終わってからもミステリーハウスに残って自分の研究を手伝うよう誘った。
実はグラビティフォールズの研究に行き詰まっていた頃遺跡の呪文でビルを召喚し、頭の中と現実を行き来させて研究を手伝ってもらっていた時期がある。ところがゲートの完成後本性を現したビルに利用されたと知らされ、日誌を遠くに隠させる目的でスタンを呼び出していた。
最終話ではスタンリーとの言い争いから最悪の事態を招きかけてしまうが、スタンリーの犠牲でビルを倒すことができた。その後はスタンリーに対して思う所があったらしく、スタンリーを冒険の旅に誘った。

### ミステリーハウス関係者
スース（Jesus "Soos" Alzamirano Ramirez）
声 - 伊丸岡篤 / 英 - アレックス・ハーシュ
ミステリーハウスでただ働きをしている小太りの青年で、ネズミのような前歯がある。本名は「へスース・アルザミラーノ・ラミレス」。1990年7月13日生まれの22歳。一人称は「俺」。
マイペースでぼんやりしているように見えるが優しく穏やかな性格で、いざと言う時にはとても頼りになる。スタンを慕っており、スタンに認められる夢小説を書いている。表に「?」、裏側に「STAFF」と書かれたTシャツを着ている。修理が得意。スタンリーによれば、彼は頭にブランケットをかぶせるとカナリアのように眠ってしまうらしい。
ディッパーの超自然現象に関する話をあっさりと信じたり、ビルに「見た目よりも賢い」と言われる不思議な人物。ビデオゲームやアニメが大好きで、特にビデオゲームからあらゆる事を学んだと言っている。祖母と二人暮らしでレジー（Reggie）という従兄弟がいる。親からは半ばネグレクトに近い扱いを受けており、父親の顔を18年間も見ていない。
ギファニーという意思を持った恋愛シミュレーションゲームのキャラクターにのめり込んで現実の女性恐怖症に陥ったことがあったが、メロディという女性と親しくなり、ギファニーの妨害を乗り越えて交際に発展する。
最終話でスタン兄弟が若い時に果たせなかった夢を叶えに旅立つことになり、彼らからミステリーハウスの経営を託される。エピローグではメロディも一緒に従業員として働いていた。
モデルはクリエーターのアレックス・ハーシュの大学時代の友人ヘスース・シャンブロット（Jesús Chambrot）。
ウェンディ・コーデュロイ（Wendy Corduroy）
声 - 久嶋志帆 / 英 - リンダ・カーデリーニ
スースと共にミステリーハウスでアルバイトとして働いている15歳の高校生で、ディッパーの片想いの相手でもある。木こりのマンリー・ダンの長女で、弟が3人いる。家に母親はいないが、生死については明言されていない。主な服装はタンクトップやフランネルシャツ、ジーンズにファー付きの木こり帽というラフなスタイルである。一人称は「あたし」。
しっかり者で面倒見が良く、ディッパーとメイベルにとっては良き理解者であり、お姉さん的存在でもある。運動神経がよく、いざと言う時にはワイルドな逞しさを見せる。一方で、就業態度はあまりよろしくなく、スースをからかったり雑誌を読んだりして隙さえあれば仕事をサボっている。平らな体をからかわれたり、コーデュロイという名前を馬鹿にされることから高校を嫌っている。父親の命令で黙示録に備える訓練を毎年行っており、体術で戦うことができる。
ディッパーやメイベル、地元の友人のロビー達とよくつるんでおりロビーを含め今までに多くのボーイフレンドがいた。ロビーとの出会いは5年生の時の誕生日パーティで、お下げを引っぱられたことに怒って顔を殴り、彼の歯を欠けさせた。子供のころに父親に木こりゲームをやらされていた。また子供のころはツインテールで歯に矯正器具を着けていた時期もあった。
最終話でディッパーがバスに乗り込む直前に、友情の証しとして野球帽を交換している。
よったん（Waddles）
声 - 浅利遼太、髙階俊嗣（26話のみ） / 英 - ディー・ブラッドリー・ベイカー、ニール・ドグラース・タイソン（26話のみ）
メイベルのペットのブタ。体重は6.8kg。つぶらな黒い瞳の可愛いブタで、とても人懐っこい性格。
メイベルがブタを売る露店で「ブタの体重を当てることができたら譲ってやる」という主人の条件をクリアし、（実は店主が口を滑らせたのをメイベルが聞き逃さなかっただけ）引き取った。よたよた歩くところから「よったん」（原語版での名前は「ワドルズ」（Waddles））と名付けられた。
ディッパーがブレンディン・ブランディンの時間を移動する機械を使ってウェンディとロビーが付き合わない過去を作るが、代わりにパシフィカのブタになってしまいメイベルを悲しませたことがある。
最終話ではメイベルについて行きたがり、見かねたスタンがバスの運転手を脅してカリフォルニア行きのバスに乗せた。
ゴンパース（Gompers）
声 - 英 - ディー・ブラッドリー・ベイカー
ミステリーハウスの周辺に住んでいる雄ヤギ。
シーズン1第1話で初登場し、その後も様々な場面で姿を見せている。
ディッパー達が10年前にタイムスリップした際にも登場し、子ヤギの頃からミステリーハウス周辺に住み着いていたことが判明した。
「恋のキューピッド（"The Love God"）」のエピソードではメイベルから半ば無理矢理よったんと結婚させられているが、ゴンパースもよったんもオスである。また、日本語版の同話ではメイベルから「マヌケっち」と言う名前で呼ばれている。

### グラビティフォールズ住民
スーザン（Lazy Susan）
英 -ジェニファー・クーリッジ
Greasy's Dinerのウェイトレス。猫を大量に飼っている。
30年前にスタンがミステリーハウス見学ツアーを初めて開催した際に左目に光線があたったため、常時左目を閉じたままでレストランでの仕事に従事している。
スタン大叔父さんに告白され、自分の電話番号を書いたメモを渡してデートをしたことがあるが、近くで見ると不細工と思われた挙句デート中に逃げられてしまった。
第27話では「見えない目の秘密結社」に記憶を消去される所をディッパー達に目撃されている。
ブラブス保安官（Sheriff Daryl Blubs）
声 - 北村謙次 / 英 - ケビン・マイケル・リチャードソン
グラビティフォールズ地域を担当している保安官。小柄で恰幅の良い黒人男性。
働くのがあまり好きではなく、コーヒーを飲んでいることが多い。相棒のダーランドとはとても仲が良く、警官になる前（ダーランドが10代の頃）から一緒にいた。
30年前のエピソードではコンビニのアルバイトをしていた。
最終回でダーランドと恋人同士であることが明かされ、ディズニーアニメーションでは初めてのゲイカップルである。
ダーランド（Deputy Edwin Durland）
英 - キース・ファーガスン
保安官代理。長身でひょろりとした白人男性。
ブラブス保安官の部下で、間抜けで子どもっぽい性格をしている。字が読めないらしく、メイベルに指摘されていた。クリエイターのアレックスによると彼の名前は知人のある人からとったらしい。そしてその人は名前が使われていることを知らない。10年前まではミステリーハウスで働いていたがあまりに使えないためスタンからクビにされており代わりにスースが雇われた。
グレンダ（Grenda）
声 - 北村謙次 / 英 - Carl Faruolo
第7話で初登場。「COOL」と書かれたTシャツを着ていて、左目の下にほくろがあり、がっしりした体格と野太い声を持つ女の子（日本語版声優、原語版声優とともに男性が演じている）。
外見通り性格も豪快だが、概ねメイベル同様にボーイズバンドや流行のTV番組を好む今時のミーハーな女子である。パシフィカとその取り巻きら人気者の女子たちには見下されており、パシフィカに面と向かって立ち向かったメイベルの親友となる。
30話ではオーストリア男爵のマリウスに見初められ、連絡先を交換した。ただし33話ではイケメンエルフに現を抜かしていたり、37話ではオーストリア旅行にしつこく誘うマリウスを疎ましく思っていたりと、交際にはそれほど乗り気でない。
キャンディー（Candy Chiu）
声 - 森千晃（キャンディー） / 英 - ニキ・ヤン
第7話で初登場。眼鏡をかけた、内気な韓国系アメリカ人の女の子。
独特の感性を見せることもあるが、概ねメイベル同様に今時のミーハーな女子である。パシフィカとその取り巻きら人気者の女子たちには見下されており、パシフィカに面と向かって立ち向かったメイベルの親友となる。
12話のサマーウィーンでは文字通りキャンディの仮装をしていた。36話では観光パンフレットが好きという一面が明らかになり、ミステリーマウンテンでの危機を救った。
パシフィカ・ノースウェスト（Pacifica Elise Northwest）
声 - 須藤沙織 / 英 - Jackie Buscarino
第7話より登場。フルネームは「パシフィカ・エリス・ノースウェスト」。裕福な町の人気者。年齢は不明だがおそらくディッパーやメイベルと同じくらいであると思われ、ウェンディよりは確実に年下である。シリーズの前半と後半で最も印象の変化が大きかったキャラクターである。
意地悪な自信家でプライドが高く、なにかにつけてメイベルをこけにしたがる。1863年にグラビティフォールズを開拓したナサニエル・ノースウェスト初代町長の玄孫。家柄を鼻にかける一方で厳しく躾けられており、父親には逆らえない。また、虚栄心の強い両親からあまり関心を持たれていないことや、心を許せる友達がいないことで悩んでいる。
ミステリーハウスで開かれたパーティに参加した時には、メイベルやメイベルの新しい友達のグレンダとキャンディーを馬鹿にした。メイベルとどちらがパーティを盛り上げるかで対決し、メイベルが優勢になると会場の子供たちを威圧し、自分に拍手を送らせて優勝した。
開拓者の日の祭り会場ではメイベルを公然と侮辱するが、ディッパーからノースウェスト家が町の開拓者の一族ではないと知らされるも、のちに「お金でなかったことにした」と反論する。
第17話ではセヴラルタイムズのファンであることが判明。ライブ会場にいた（ただしセリフは無し）。
第23話ではメイベルとミニゴルフ対決をするが、そこで起きた騒ぎを解決するためにメイベルとディッパーと協力し、メイベルとは事実上和解した。
第30話ではノースウェスト家への呪いによる怪奇現象を解決しようとディッパーを呼び、条件としてメイベルとグレンダとキャンディーをパーティーに招待した。この頃からディッパーを頼りにするようになり、両親と共に嘘をついたことをディッパーに罵られてショックを受けたり、両親の支配や一族の悪しき習慣から脱して自立に踏み出すなど大きな変化がみられた。
最終話でノースウェスト家は「ビル・サイファーに忠誠を誓った罪」を問われて破産し、ポニーを買えるくらいの財産が手元に残った。なお、パインズ双子と仲間たちへの態度も完全に温化り、意地悪かつプライドは完全に失った模様。
プレストン・ノースウェスト（Preston Northwest）
英 - クリス・パーネル
第8話より登場。パシフィカの父。
冷徹非情かつプライドが高く、裕福ない人を見下し、パシフィカを自分のエゴを満たすため道具扱いことが多い。
マクガケットじいさん（Fiddleford Hadron McGucket）
声 - 平野俊隆 / 英 - アレックス・ハーシュ
グラビティフォールズの廃車置場に住む発明家。フルネームは「フィドルフォード・H（ハドロン）・マクガケット」。
かつては子持ちの妻帯者だったが離婚しており、息子はグラビティフォールズ湖の管理所に勤務している。
その正体は日誌の著者の助手であり、「見えない目の秘密結社」の創設者でもある。記憶を消去する「記憶銃」の発明者であり、悪い事が起きる度に自分の記憶を消去し続けた結果、正気を失った。
自分の過去の記録を知ると共に記憶を取り戻すが、今の自分を気に入っていると話す。手伝っていたはずの日誌の著者についてはどうしても思い出せなかったが、終盤でその日誌の著者は大学時代の友人だったフォードこと本物のスタンフォード・パインズと判明する。
ミョウマゲドンが発生した中でも才能を発揮し、バリアの張られたミステリーハウスごとロボットに改造し、ビルと手下を一時的にノックアウトさせた。
その後 、第40話の「ミョウマゲドン3:グラビティフォールズを取り戻せ」のクライマックスシーンでフォードと再会し、喧嘩別れした過去を「忘れることにした」と水に流して仲直りした。
最終話では製作した発明品の数々の特許が認められて大金持ちになると共に、売り出されたノースウェスト家の屋敷を買い取って移り住んだ。
ギデオン・チャールズ・グリーフル（Gideon Charles Gleeful）
声 - 河田吉正 / 英 - サーオップ・バン・オーマン
見世物小屋「テレパシーテント」を経営している超能力者で、「ちっちゃなギデオンくん（リル・ギデオン：Li'l Gideon）」という愛称を持つ。
年齢は不詳だがディッパーとメイベルが10年前にタイムスリップした際にはギデオンが乗っているベビーカーを両親が押している姿が見られた。背丈はディッパーと同じくらいで、髪型は白髪リーゼント。水色のスーツを着ていて肥満体。超能力はすべてトリックを使っているが、人心掌握力は本物。普段は可愛いみんなのアイドルを演じているが、本性はわがままかつ暴力的で、両親から恐れられている。
実はディッパーと同じく日誌の拾い主であり、日誌の続きがミステリーハウスの周辺にあると踏んで土地の権利を狙っていた。
最初はメイベルに近づき、自身を警戒するディッパーを特殊なペンダントを使って妨害した。しかしメイベルが、ギデオンと友達のままでいる振りをして彼に近づき、ペンダントを破壊して事なきを得る。
その後、ミステリーハウスの権利書を手に入れようと、スタンの金庫の暗証番号を知るため悪魔のビル・サイファーを召喚する。その時は失敗してビルとの契約を打ち切るが、その後権利書を盗んでミステリーハウスを手に入れることに成功する。しかしパインズ家の活躍により超能力のインチキがバレて詐欺容疑で逮捕され、権利書を取り返される。有罪判決を受けた後はベファフトルファンプター市長の権限により、未成年にもかかわらず成人用刑務所に送られた。
ミニシリーズ「グラビティフォールズ地域テレビ」では収監後の様子が描かれ、刑務所内で他の受刑者らをカウンセリングで掌握し脱獄を図ろうとしていた。
34話では父親を市長に当選させ、前市長の権限による投獄の撤回を図ろうとしたがスタンの活躍により阻止される。計画が失敗した後は、最後の手段として再びビルの召喚を決心した。ミョウマゲドン編ではメイベルのバリアを守りきれればメイベルがもらえるとビルに約束され、囚人達と共にビルの下で保安官をしていた。しかしディッパーに説教されて改心し、ビルを倒す手伝いをする。
エピローグでは普通の男の子として暮らしているが、自分の悪口を言う子供には囚人にお仕置きさせていた。
バディ（バド）・グリーフル（Buddy "Bud" Gleeful）
英 - スティーブン・ルート
ギデオンの父親で、中古車店を経営している。
息子を溺愛しており、見世物小屋ビジネスは息子の才覚頼みなので逆らえずにいる。
27話では「見えない目の秘密結社」のメンバーであることが判明した。
ギデオンの母
英 - グレイ・デライル
息子であるギデオンを恐れてか常に不安げな表情をしており、家の床に掃除機をかけている事が多い。
ミョウマゲドン編ではグリーフル家で唯一、石に変えられていた。
最終話ではパインズ姉弟の誕生日パーティに参加し、初めて柔和な表情を見せた。
ロビー・V（Robert "Robbie" Stacy Valentino）
声 - 新田英人 / 英 - T・J・ミラー
フルネームは「ロビー・ステイシー・ヴァレンティノ」。ウェンディの友達であるゴスの少年。
ウェンディに気があるらしく何かとディッパーを敵視するが、ウェンディと付き合うようになりディッパーの正式な恋のライバルになる。猫背で傷口が縫われたハートのパーカーを着ている。ギターが得意で手を大事にしており、愛用する指無し手袋を馬鹿にされると怒る。
約束を破るなどで激怒したウェンディに別れを告げられかけ、催眠作用のある自作CDでよりを戻そうとするが、ディッパーの告発により失敗に終わる。その後もウェンディが忘れられずに落ち込んでいたが、不憫に思ったメイベルがキューピッドに頼んだことでタンブリーと付き合うようになる。
家は葬儀屋で、両親は明るくひょうきんな性格だがその矛盾が気に入らない。小さい頃から悪ガキだったが、両親には猫を被っていた。
リー（Lee）、ネイト（Nate）、トンプソン（Thompson）、タンブリー（Tambry）
英 - マイケル・リアンダ（リー、トンプソン）、スコット・メンヴィル（ネイト）、ジェシカ・ディ・シコ（タンブリー）、
ウェンディの友達。
リーは仲間の中で最も背が高く、ブロンドでロングヘア。ツートンカラーの帽子をかぶったネイトはタンブリーに好意を持っていた。小太りのトンプソンはコメディアンに扮してみんなを笑わせる縁の下の力持ち。紅一点のタンブリーはワインレッド色の髪にメッシュが入ったSNS中毒で自撮り好きの少女。
典型的な若者たちであり、無意味な破壊活動や規則からの逸脱を好む。ロビーとタンブリーが付き合い始めたことで友情に亀裂が入り、パインズ姉弟はキューピッドの力を取り消してもらおうと騒ぎを起こすのだが、トンプソンが体を張って笑いを取ったことで自然と仲直りした。
マンリー・ダン（"Manly" Dan Corduroy）
英 - ジョン・ディマジオ
第2話で初登場。ウェンディの父親である大男で、木こりをしている。
豪快な性格をしている。子供たちを強く教育する事に熱心で、度々キャンプを開いたり、アルバイトを課したり、訓練を施したりするサバイバリスト。セヴラルタイムズのファンという意外な一面もある。
タイラー・キュートビカー（Tyler Cutebiker）
英 - ウィル・フォーテ
第2話で初登場。野球帽にタンクトップ姿で「やっちまえ！やっちまえ！（Git 'em! Git 'em!）」と誰かを応援するのが大好きな野次馬気質の住人。
30年前のエピソードに少年期の彼が登場している。
34話ではグラビティフォールズの新市長に当選し、タンクトップの代わりにスーツを着るようになった（帽子と下半身のジーンズはそのまま）。
6話の時点では名前が無く、かわいいバイカー（Cute Biker）と呼ばれていた。それをもじってキュートビカーになったのだろう。
タッツ（Tats）
英 - ケビン・マイケル・リチャードソン
第3話で初登場。バーのバウンサーを務める黒人男性。
全身入れ墨だらけであり、頭に「HEAD」、顎に「CHIN」、首の後ろに「NECK」、肩に「over the shoulder」と文字が入っている。
27話では「見えない目の秘密結社」のメンバーであることが判明した。
トビー・ディターミンド（Toby Determined）
英 - グレッグ・ターキントン
第3話で初登場。グラビティフォールズゴシッパー新聞の記者。
報道記者として格上のシャンドラ・ヒメネスに憧れている。名前は号外や速報の決まり文句である「To be determined（追って報告する）」のもじり。
実は「見えない目の秘密結社」のメンバーで、超常現象の報道を意図的に差し止めていた。ミョウマゲドンでは「ぶっとびT（Bodacious T）」というパンクなキャラクターに目覚め、シャンドラ・ヒメネスと同じ番組にコーナーを持っていた。
シャンドラ・ヒメネス（Shandra Jimenez）
英 - カリ・ウォールグレン
第3話で初登場。グラビティフォールズのローカル局リポーター兼ニュースキャスター。
基本的には淡々とニュースを読み上げる冷静なキャスターだが、34話では久しぶりにまともなニュース（訃報）を読めた事に感涙していたり、ミョウマゲドン中も報道に従事していたりと非常に職務熱心な一面を持つ。
スプロット（Sprott）
英 - ディー・ブラッドリー・ベイカー
第9話で初登場。麦わら帽子と蝶ネクタイ姿の酪農家。劇中では主に「農場のおじさん」と呼ばれる。
9話ではミステリーハウスの祭りで「子豚の体重当て」の屋台を催し、メイベルとよったんの出会いを作った。27話では「見えない目の秘密結社」のメンバーであることが判明した。

### ゲストキャラ
ノーム軍団
英 - アレックス・ハーシュ
第1話から登場。森に住むノームの集団で、約1000人いる。
人間の女性を女王として軍団全員の妻にする習わしがあり、リーダー格の5人が人間の少年のノーマンに扮してメイベルに近づいた。
仲を深めたメイベルに正体を明かしてプロポーズするも拒絶され、軍団で襲いかかったが、パインズ姉弟にあえなく撃退された。その後も度々登場しては姉弟に良いように利用されていたが、ミョウマゲドンを通して確執も解けたようで、最終話ではグラビティフォールズを去る姉弟の見送りに参加している。
ノーマン（Norman）
上記の「1人の人間のような格好」のときに名乗った名前で、ノーム軍団のリーダー格5人が三段構えで合体した姿。
頭部=ジェフ、胴部右側=カーソン、胴部左側=スティーブ、脚部右側=ジェイソン、脚部左側=シュメビュロック。
ノーマンの姿の時は左目を髪で隠していたが、合体を解いた時は髪を撫で付け両目ともあらわにしている。また、カーソンが握っていたノーマンの右手（実は右手首がついただけの棒切れ）の先端が取れたのをディッパーが目撃している。
ドリームボーイズ（Dream Boys, Xyler and Craz）
英 - ジョン・ロバーツ (俳優)（ザイラー）、グレッグ・サイプス（クラーズ）
第2話より登場。80年代のアニメビデオ「Dream Boy High」の登場人物。
メイベルにとっては理想の男性像である一方、スタンからは「派手な若い男」と受け止められている。リーゼントの青い髪の青年がクラーズ、金髪で褐色肌の青年がザイラー。2人とも楽天的でテンションが高く、メイベルのことを第一の考える。物事を深く考えない性格だが、妙に法律に詳しかったり哲学めいた発言をする一面を持つ。
ディッパー達がスタンの記憶の中に入った際に実体化し、ビル探しに同行。ビルの攻撃で一度消滅したが、シンセサイザーの音楽を聴かせてビルの足止めをした。
ミョウマゲドン編ではメイベルランドに残りたがるメイベルの弁護人として登場するが、メイベルがメイベルランドの主でなくなった後も他のメイベルランドの住人とは異なり凶暴化せず、ミョウマゲドンの影響か現実世界で実体化を果たした。
蝋人形軍団
第3話に登場。過去にスタン大叔父さんが盗んでミステリーハウスに展示していた蝋人形で、満月が近づくと命を得て動き出す。蝋人形のモデルの中にはリジー・ボーデンをはじめとする実在の人物のほかにシャーロック・ホームズといった架空の人物のも含まれている。
展示されていた頃は夜中に勝手に動き出して楽しく暮らしていたが、10年前に蝋人形館が閉鎖されて以来ミステリーハウスの隠し部屋に閉じ込められて存在を忘れられており、スタンに対する恨みを募らせていた。スースが隠し部屋を発見したことで蝋人形館がリニューアルオープンされ、再び夜間自由に動けるようになる。これにより、スタンへの復讐を果たそうとするも、メイベル作のスタン人形を破壊してしまう。最終的にはスタン人形の首を捜索していたパインズ姉弟の前で正体を表したが、「熱に弱い」という弱点を看破した2人にあっけなく退治され、リーダーのホームズ蝋人形もディッパーをミステリーハウスの屋上に追い込んだが、日の出の太陽光線を浴びて溶け、敗退した。
コンビニ経営者夫婦の幽霊
第5話に登場。町外れのコンビニ「Dusk 2 Dawn」を経営していた老夫婦。
コンビニ前でたむろする若者たちのラップを聴いて、その強すぎる刺激のために心臓発作で死んで以来、地縛霊となってコンビニの跡地を訪れる人々を襲い続けてきた。ティーンエイジャーを酷く憎んでおり、肝試しでコンビニを訪れたウェンディら5人の友達とパインズ姉弟を襲ったが、パインズ姉弟が12歳の小学生と知るや態度を改め、ディッパーの「子羊のダンス」を見てあっけなく成仏した。
第32話では生前の姿で登場しており、買い物に来たスタンリーをミステリーハウスの科学者スタンフォードと間違えた。
マンノタウルス軍団（Manotaurs）
第6話に登場。半分人間半分ミノタウルスのような怪物で、かなり男らしい種族。一方で論争には非常に弱い。
マンノタウルスの一人であるフツパー（Chutzpar）がミステリーハウス近くの森で自分のひ弱さに悩むディッパーと出会い、アジトの洞窟に連れて行った。軍団総出でディッパーに「男の中の男になる」修行をさせ、最後の試練としてマルチベアーの討伐を命じた。
マルチベアー（Multi-Bear）
英 - アルフレッド・モリーナ
第6話に登場。マンノタウルス軍団と敵対しているクマの怪物。
本物の頭の下に4つの頭、下半身に2つの頭がくっついている。肢体の数も明らかに多く、本体にくっついた6つの頭それぞれから腕が生えている。本物の頭は人語を操る知性を持ち、いかつい見た目とは裏腹にポップソングが好き。そのアンバランスな体格から非力なディッパーに簡単に倒されてしまうが、ディッパーと意気投合して首を刎ねられずに済んだ。ミョウマゲドンの際には六つの頭と手を活かし、ロボット改造を施されたミステリーハウスの周囲の監視を担当していた。
ディッパーNo.2 ”タイロン” ＆ No.3〜No.10 ＆ 紙詰まりディッパー（DipperNo2"Tyrone", DipperNo3〜10, Paper Jam Dipper）
声 - 泰勇気（9人とも）
いずれも第7話に登場。ディッパーがミステリーハウスの不思議なコピー機から作り出したコピー人間。
元は単なる紙なので水に濡れると溶けてしまう。ディッパーNo.2のみ「タイロン」と名付けられた（ディッパーの理想の名前らしい）。紙詰まりディッパーは三番目に作られたコピー（即ちディッパーNo.4）だったが、紙詰まりのくしゃくしゃの姿で生み出されたのでナンバーは無記。
No.5 - No.10の6人と紙詰まりディッパーは天井からのスプリンクラーの水を浴びて、タイロンはラストシーンで本物のディッパーとジュースを飲んだため胃に穴が開き溶けた。
最終回エンドロールにて、ウェンディからロビーを引き離す作戦のためロビーの自転車に乗って森へ向かったNo.3とNo.4が雨に濡れないよう過ごしている様子が見れる。
クエンティン・トレンブリー3世（President Sir Lord Quentin Trembley III, Esq.）
英 -アレックス・ハーシュ
第8話に登場。貴族で米国第8.5代大統領であり、グラビティフォールズの開拓者。
パンケーキ戦争を勃発させたり、赤ん坊を最高裁判事に任命するなどしたために「米国史上最もダメダメな大統領」と言われた。彼が谷底へ落ちたことが「グラビティフォールズ」という地名の由来。その存在は歴史の汚点として闇に葬られたため、ごく一部の政府関係者にしか知らされていなかった。
ブレンディン・ブレンジャミン・ブランディン（Blendin Blenjamin Blandin）
声 - 安達貴英 / 英 -ジャスティン・ロイランド
西暦207̃012年（7̃は「にゃにゃ：sñeven」と発音する）から来た禿頭のタイムトラベラー。第9話で素性が明らかになったが、第1, 2, 3, 20話にもカメオ出演している。
時間の異常を検知して未然に抑止する「時間異常除去スタッフ」として現代にやって来たが、休憩中に巻き尺型のタイムマシンをディッパーに持ち去られてしまう。結果的にタイムマシンはディッパーとメイベルの都合のいいように使用され、「異常を検知して未来からやって来たブレンディン自身が、その異常の原因だった」というタイムパラドックスが生じてしまった。最終的にはディッパーとメイベルが勝手に歴史を改竄し続けた罪をブレンディンが全てかぶることになり、パインズ姉弟への復讐を誓いながら未来へ連行されていった。
再登場時には西暦207̃012年の刑務所に投獄されており、西暦207̃012年の囚人が願いと死を懸けて戦うゲーム「グロブナー」でディッパーとメイベルに勝負を挑むが敗北する。しかしディッパーとメイベルの願いによってタイムトラベラーに復職すると同時に髪の毛を生やしてもらい、パインズ姉弟と仲直りを果たした。
終盤ではグロブナーのお礼をしようとメイベルを手伝いに現れるが、実際はビルがメイベルを罠にかける目的でブレンディンに憑依していた。その後ミョウマゲドンを収束させようとするタイムベイビーに随行していたが、タイムベイビーが返り討ちにされてしまい途方にくれていた。
タイムベイビー（Time Baby）
英 - デイヴ・ウィテンバーグ
第9話より登場。西暦207̃012年の社会を支配する巨大な赤ん坊。
38話ではビルのミョウマゲドンを止めるために2012年へとタイムスリップしてきたが、ビルに消し飛ばされた。38話クレジット後の暗号文では「タイムベイビーの分子の再構築には1000年を要する。そして戻った時、彼は癇癪を起こすだろう」と予言されており、生存がほのめかされている。
ミニシリーズ「ディッパーの謎ガイド#54」では世界の終わりについて「3013年」という言及があり、上記の予言と時期が一致する。
ランブル・マクスカーミッシュ（Rumble McSkirmish）
英 - ブライアン・ブルーム
第10話に登場。アーケードの格闘ゲーム『FIGHT FIGHTERS』の主人公で、ゲーム内での宿敵は父を殺した悪の科学者「Dr.Karate」。ディッパーが現実世界であるコマンドを使用することで実体化した。
ロビーを倒してもらおうと頼むディッパーに対して、ランブルは「ロビーがディッパーの父親を殺した」と激しく思い込み、ディッパーが何度否定しても頑として聞かなくなってしまう。そしてロビーはランブルに激しくいたぶられるのだが、あわやロビーにとどめを刺しかけた所でディッパーが嘘を告白する。ロビーの身代わりとなったディッパーとの格闘に勝利するが、現実世界の打倒すべき敵を全て失ったことで「ゲームオーバー」となり消滅した。
ミョウマゲドンで再び実体化したものの、ビル率いる怪物一味に惨敗。自信を喪失した状態でミステリーハウスに身を寄せていたところ、ディッパー達の演説によって元気を取り戻す。フォード救出作戦の時にはビル達の注意を惹きつけたミステリーハウスのロボットの屋根で目玉コウモリ達を掃討した。
サマーウィーン・トリックスター（Summerween Trickster）
12話に登場。たまたま居合わせた少年ゴーディを丸飲みし、ディッパー達にお菓子を500個集めないと同じ目にあわせると脅してお菓子を集めさせた。その正体は人気のない捨てられたお菓子が集まってできた怪物で、子供たちに復讐することが目的だった。スースも丸飲みされてしまうが、最終的には丸飲みされたスースが内側から食い破り「美味いよ」と言ったことで幸せのうちに消滅した。
グレムゴブリン（Gremloblin）
13話に登場。ディッパーがミステリーハウスの展示物として捕獲したモンスター。
凄まじいほどの怪力を持ち、両目を見続けると悪夢に見舞われる。水をかけるとさらに凶暴化する上に翼が生える。
檻に閉じ込められていたが、メイベルが檻の中に貼り付けていた鍵を使って脱出する。ミステリーハウスを荒らしたが、ディッパーが持ち出した鏡で自分の目を見させられ、「自身が父親に似てきた」という悪夢を見て発狂し逃走した。
マーマンド（Mermando）
英 - マット・チャップマン
グラビティフォールズ市民プールをよく利用する少年。
その正体はマーマンであり、人間に食べられそうになり逃走した果てに、水のあるプールへと逃走していた。親しくなったメイベルに自分の正体を明かし、メイベルとディッパーの協力で海に帰ることができた。
メイベルとはしばらく文通していたが、故郷で政略結婚させられたようでメイベルを悲しませた。
セヴラルタイムズ（Sev'ral Timez）
英 - ランス・バス
17話に登場。女性に大人気のボーイズバンド。メンバーはディープ・クリス、チャビーZ、グレギーC、グレギーG、レギーGの5人。ダンスと歌には絶対の自信を持つ。
その正体は彼らのプロデューサーであるブラツマンが遺伝子操作で作り上げたクローンであり、全員同じような顔をしている。普段はハムスターのように檻の中で飼われており、ブラツマン曰く使い物にならなくなったら別のクローンに交代されてしまうらしい。メイベルとグレンダとキャンディーによって救出され、しばらくはミステリーハウスにかくまってもらう。一度メイベルは彼らを独り占めにしようとしたが、彼らの歌を聴いて心を改めたメイベルによって野生へ帰された。
ミョウマゲドンではミステリーハウスの中にかくまわれており、マクガケット作の巨大ロボに乗りこむ。救出作戦の際にはランニングマシンのような装置の上で走ることでロボットのエネルギー源となって貢献した。
翼竜
18話に登場。6500万年間、琥珀に閉じ込められていたが、再び目を覚ました。
グラビティフォールズに出没し、子供を育てる為の巣を作る為に様々なガラクタを強奪。さらには、スタンが外に出したよったんも連れ去った。
アメリカ政府の調査機関の調査員（Agent Powers, Agent Trigger）
英 - ニック・オファーマン（パワーズ）、ジェフ・ロウ（トリガー）
第21話から登場。黒いスーツを着た二人組の調査員で、年配の方がパワーズ捜査官、若い方がトリガー捜査官。
グラビティフォールズから放たれた異常な信号をキャッチして調査に訪れた。長年、超常現象を調査する機関に所属していたがグラビティフォールズに来るまでは本物の超常現象は見たことがなく、超常現象の存在には懐疑的。日誌を信じて貰えず焦ったディッパーの呪文でゾンビ騒ぎに巻き込まれた。
ゾンビ騒動後はグラビティフォールズの異常性を認識すると共に本格的な調査を始め、ミステリーハウスの主のスタンフォード・パインズの正体が30年前に事故で死んだはずの詐欺師のスタンリー・パインズだと突き止める。
31話ではスタンが危険な陰謀を企てている証拠と確信を得て、大勢の調査員や特殊部隊を引き連れてスタンを逮捕し、ミステリーハウスを占拠した。しかしディッパーの機転から記憶銃でグラビティフォールズに関する記憶を消され、集めた資料も上官のふりをしたフォードに没収された。
シェイプシフター（Shape Shifter, Experiment #210）
英 - マーク・ハミル
第22話に登場。ディッパーの日誌に書かれていた謎の地下研究施設に住んでいた怪物。見たモノに自在に変身できる能力を持つ。
グラビティフォールズに関する三冊の日誌を書いた科学者を知っていた。日誌に書かれた他の怪物に変身するためウェンディに化けてディッパーを誘惑するが、正体を見破られて襲いかかる。最後は研究施設の冷凍装置に閉じ込められて氷漬けにされるが、その際ディッパーへの不吉な予言としてディッパーに化けて冷凍された。
リリパティアン（Lilliputtians）
第23話に登場。ミニゴルフのボールを人目に着かないところで操作するゴルフボールのような姿の小人たち。オランダ、フランス、ドイツなどの国をモデルにしたそれぞれのコースに属し、対応した服装や言葉遣いを使う。
ミニゴルフのボールの操作に情熱を注ぎ、リリパティアン同士でどこのコースが一番か根深い対立が起こっていた。そこでメイベルにどのコースが一番か決めてもらうことにし、メイベルとパシフィカのミニゴルフの勝負でメイベルの勝利に一番貢献したコースのリリパティアンたちが最もボールを上手く扱える、というルールで勝負した。しかし勝負の裁定が気に入らずメイベルたちに襲い掛かり、どのコースが一番か選べと脅迫するが、メイベルとパシフィカの活躍で蹴散らされた。
ゲイブ・ベンソン（Gabe Bensen）
英 - ヨーマ・タコンヌ
第24話に登場。パペット人形を使った人形劇をこよなく愛する美少年。人形劇を「子供の遊び」と馬鹿にされて相手にされないと嘆いている。
メイベルがゲイブと仲良くなろうと話しかけると、なぜかメイベルが人形劇を披露する流れとなってしまう。途中までは上手くいっていたのだが、ビルを撃退するために滅茶苦茶になってしまいゲイブはメイベルに憤慨して立ち去ってしまう。ただし、ゲイブのあまりの人形劇への入れ込みようにメイベルは愛想をつかす。
ギファニー（GIFfany）
英 - ジェシカ・ディ・シコ
第25話に登場。スースが買った日本のギャルゲー『ロマンスアカデミー7』のヒロイン。
ランブル同様にドットアニメで描写されており、名前について「ジファニーと発音するのかも」とGIFへの言及がある。
実は自我を持ったプログラムで、危険性を感じ削除しようとしたゲームのプログラマーを排除しており、3回も返品された過去を持つ。何でもプレーヤーに合わせたがる主体性が少ない性格をしている一方、独占欲が異常に強い。ディスクさえあればパソコンに電源が入っていなくても動き続ける。
本物の女の子のようにスースと会話して仲良くなるが、現実の女性であるメロディと仲良くなったスースに別れ話を持ち出されて激怒。メロディに嫉妬し、二人がデートしていたレストランのビーバーの少女型ロボットに憑依して体を得た上に、店中のロボットをマインドジャックし襲い掛かり、スースを殺害して彼の頭脳をゲームに移せば永遠に一緒にいられると追い詰めるも、最後はスースにディスクを焼却されて消滅した。
ブラインド・アイヴァン（”Blind” Ivan）
英 - ピーター・セラフィノーウィッチュ
第27話に登場。「見えない目の秘密結社」のリーダー格の男性。
メンバーを率いてグラビティフォールズで怪現象を目撃した住民の記憶を「記憶銃」で消している。
怪現象が度々起こるグラビティフォールズにおいて恐怖におびえる住民を助けるためとして目撃者の記憶を消して回っている。記憶の消去に副作用と後遺症が伴うことを認知しているが、都合の悪い罪悪感も記憶銃で消去してきたため全く悪びれない。最後はディッパーたちに他のメンバー全員とまとめて秘密結社に関する記憶を消去され、秘密結社は解散となった。メンバーは皆それぞれ表の生活に帰っていったが、リーダーとして結社に深く関わっていた彼だけは自分の名前も思い出せないほどの重症になり、メイベルに「トゥートゥー・マクバンバースナズル（Toot-Toot McBumbersnazzle）」という適当な名前を付けられたが満足して立ち去って行った。
ラブ・ゴッド（The Love God）
声 - 奈良徹 / 英 - マイケル・リアンダ
第29話で登場。人々に愛をもたらす為に舞い降りたキューピッド。
普段はロックダンサーとして活動しており、グラビティフォールズにはロックフェスティバルで訪れた。
初期の構想ではトランスジェンダーだった。
ユースタス・ハッカボーン・ベファフトルファンプター（Mayor Eustace "Huckabone" Befufftlefumpter）
英 - アレックス・ハーシュ
グラビティフォールズの市長である102歳の男性で、滅多に人前に姿を現さない。
クマに育てられ、給水塔を建て、第1次世界大戦のきっかけを作り、ギデオンを成人用刑務所に収監した。
第34話では既に故人であり、彼に代わる市長をほぼ1世紀ぶりに選出することになった。
最終回ではヴァレンティノ葬儀屋の墓場からゾンビになって這い出していた。
木こりの亡霊（The Lumberjack Ghost, Demonic Vengeance Specter）
声 - 乃村健次 / 英 - ケビン・マイケル・リチャードソン
第30話に登場。ノースウェスト家に復讐を果たそうと蘇った亡霊。本名は「アーチボルド・コーデュロイ」で、コーデュロイ家との関連が示唆されている。
150年前、当時のノースウエスト家当主に「家が完成したら完成パーティーに招待する」と約束され、仲間の木こり達と共に過酷な工事で多大な犠牲を出しながら屋敷を建設した。ところが完成パーティーの当日にノースウェスト家に約束を破られ、土砂崩れに巻き込まれた時に飛んできた斧が頭に刺さり、「150年後のこの日に蘇り、必ず復讐する」という予言を残して死亡した。
150年後、予言通りノースウェスト家に復讐を果たすため亡霊として復活を果たし、ディッパーとパシフィカに襲いかかるがディッパーに鏡の中に封じ込められてしまう。ディッパーに復讐の正当性を訴え、鏡から脱出しパシフィカ一家と執事を除いたパーティーの出席者を木に変えて屋敷を燃やそうとするが、一族の名誉よりも誇りを選んで両親の言いつけを破ったパシフィカによって、150年前の約束を果たされたことで成仏した。
プロバビリター（Probabilitor）
英 - アル・ヤンコビック
第33話に登場。テーブルトークロールプレイングゲーム『ダンジョンズ＆ダンジョンズ　もっとダンジョンズ』の登場人物。数年ごとにデザインが変わる。
ゲームのキャラクターだがフォードが別次元から持ち帰った無限面ダイスの影響で現実の世界に姿を現した。ディッパーとフォードの脳ミソを食べるため配下の怪物たちと共に二人を連れ去り、救出するために後を追って来たスタンたちと『ダンジョンズ＆ダンジョンズ　もっとダンジョンズ』で対戦する。禁止されたモンスターを使用してディッパーとフォードを追い詰めるが、スタンがイカサマをしダイスロール判定で有効な数を出したため敗北、元の世界に帰って行った。
セレスティベルベザベル（Celestabellebethabelle）
英 - サム・マリン
第35話に登場。グラビティフォールズに住むユニコーンで「最後のユニコーン」を自称する。
気位が高く、定時的に泉の前で優雅なポーズを取るナルシスト。「自分探しの旅」というタイトルの本を読んだりとワナビーな面もある。
「ビル除け」の素材のひとつであるユニコーンの毛を取りに来たメイベルを「心が汚い」と評して申し出を拒絶する。自分を「いい子」と信じてきたメイベルはひどく落胆して善い行いをするのだが、今度は「良い子だと認められたくて善いことをする人は心が綺麗じゃない」と一蹴した。
ところがユニコーンに人の心を見透かす能力はなく、人間をからかう為の嘘だったことが分かり、激怒するメイベルたちと衝突。結果的には大量の毛をむしり取られ、手切れ金代わりに財宝を渡すハメになった。
ダーリーン（Darlene）
英 - チェルシー・ペレッティ
第36話に登場。ミステリーマウンテンの受付で働く女性。
その正体はミステリーマウンテンに生息する蜘蛛の怪物で、ナンパを仕掛けたスタンを捕食しようとした。

### ミョウマゲドン
ビル・サイファー（Bill Cipher）
声 - 安達貴英 / 英 - アレックス・ハーシュ
本作のディズニー・ヴィランズ。第19話から登場。銀河系よりも古くから存在するといわれる二次元世界の悪魔。
シルクハットと蝶ネクタイを着用した紳士で、黄色のピラミッドに似た平たい三角形の体に大きな一つ目と手足がついている。
別次元の存在であるが、人間の精神に自身を直接投影して姿を現す。投影した姿は実体を伴わないため現実世界に直接干渉することはできないが、幻覚などのトリックを使って全能のように見せかけている。未来予知能力や、人の頭の中に入って記憶を読んだり身体を乗っ取る能力があり、乗っ取った身体を動かすことで現実世界へ間接的に干渉する。ただし身体を乗っ取ったり、記憶を完全に読み取るには互いに同意の上で握手を交わさなければならないという制約がある。
常人には理解できない常軌を逸した行動と趣味を持ち、自他ともに「狂っている」と認める狂人。シンセサイザーを使った音楽が嫌い。無限とも言える時間を平たい二次元に閉じ込められて過ごしており、遊び感覚で現実世界と二次元世界を繋げるゲートを開いて現実世界へ侵攻しようとしている。ディッパー、メイベル、スースの事をそれぞれ「松の木」、「流れ星」、「はてなマーク」と呼ぶ。
第19話でスタンの記憶の中からミステリーハウスの金庫の暗証番号を知るためにギデオンが召喚した。暗証番号を探る見返りにギデオンにある事をしてもらうことを条件に協力する。スタンを助けようと頭に入って来たディッパーたちを魔法で欺いたが、暗証番号を手に入れることには失敗。ギデオンに契約を打ち切られてしまいディッパーたちと対決するが、頭の中では想像すれば何でもできると悟ったディッパーたちに逆にやり込められて引き下がる。
24話ではメイベルの人形劇の準備中、全ての秘密が記されたパソコンのパスワードを知りたがるディッパーの前に現れ、パスワードを教える代わりに「人形をもらう」ことを条件にディッパーと握手を交わし身体を乗っ取り、更には目的の邪魔になるからとパソコンを破壊した上で日誌を処分しようとした。
35話では若い頃のフォードが、グラビティフォールズ先住民が残した壁画の呪文を読んでビルを召喚していた事実が判明。ビルはフォードの頭脳に目をつけて接触・利用し次元を繋ぐゲートを作らせたが、ビルの真意が露呈した事でゲートは閉じられ、次元を繋ぐ計画は失敗した。
37話ではブレンディン・ブランディンの身体を乗っ取ってメイベルを騙し、「次元の裂け目」を封印した水晶玉を奪い取って、二次元世界と現実世界を繋ぐ裂け目を開いた。
38-39話では裂け目を通って実体としてグラビティフォールズに現れ、三次元の体を獲得した。現実世界でも人間の頭の中と同じように魔法が使えるようになり、二次元世界の仲間たちを率いて「ミョウマゲドン」を発生させ町を混沌に作り変えたが、グラビティフォールズが持つ「奇妙なものを引き寄せる力」に囚われ町の外に出ることができず、三次元世界全体に「ミョウマゲドン」を広げる計画は頓挫する。
最終話では「奇妙なものを引き寄せる力を消す方程式の記憶」を取引材料としたスタンリーとスタンフォードの作戦に嵌り、スタンリーの頭の中に閉じ込められる。頭の中から出ようと足掻くも精神世界での戦いは分が悪くスタンリーのパンチでノックアウトされ、更に現実世界のスタンフォードが放った記憶銃によってスタンリーの頭の中身と一緒に消去された。抜け殻となった実体は灰色の石像のような姿でグラビティフォールズに残された。ミョウマゲドン発生時にはグラビティフォールズ内ではほぼ無敵となったが、不意打ちや罠に嵌るとダメージを受ける。
モチーフは1ドル札に描かれるプロビデンスの目。アレックス・ハーシュによる公式擬人化イラストが存在し、本来の姿がデフォルメされた可愛らしい姿であるのに対し、人間の姿は頭がこぶ状に膨れ上がった三角形の体に黄色いぎょろ目、不揃いで黄ばんだ歯の醜男である。
異次元の犯罪者たち/おかしな手下ども（Weirdmageddon Monsters）
ミョウマゲドン/変黙示録によって「次元の裂け目」から現れた異次元の悪魔たち。ビルの命令でグラビティフォールズに大惨事を引き起こす。奇妙になるために、この世界にやって来た。最終話において、ビルの敗北後に彼ら自身の次元に送り返された。
以下のメンバーで構成される。
8ボール（8-Ball）
声 - /英 - Andy Merrill
緑の皮膚をしたゴブリンやトロールのような生き物。胸から腹にかけて白く、上半身は筋肉質。特徴として、それぞれが常に異なった方を向いているマジック・エイト・ボールの眼球を持つ。また、大きな耳を持ち、目立つしゃくれあごに、大きな歯がある。右の手首と足首に、壊れた鎖の一部がぶら下がったままの手錠がかけられている。ミョウマゲドンver.のopでは、ディッパーと役柄が入れ替わっている。
クリプトス（Kryptos）
ビルにデザインが似ている多角形の悪魔。色は灰色で、形状はひし形または正方形。形状における上端には見たい方に黒目がコンパスのように向く一つ目を持っていて、下端は直角定規のようになっている。また、大きな口に出っ歯を持つ。ほのかにライトブルーのオーラをまとっている。ビルとは異なり、黒い手袋とブーツを身に付けている。
ザンター/決して名前を言ってはならぬもの（Zanthar）
頭部がなく、色はダークパープルの、四足歩行のゴリラのような生き物。一番大きい。頭部はないがパーティーハットをかぶっている。肩と背中に小さな木が生えている。
ティース（Teeth）
声 - /英 - Andy Merrill
歯ぐきから延びる手足を持つ入れ歯を擬人化したような生き物。ほのかにピンクのオーラをまとっている。ミョウマゲドンver.のopでは、メイベルの代わりに紹介されている。
キーホール（Keyhole）
声 - /英 - Matt Chapman
青い肌を持つ人間型の生き物。額には大きな鍵穴がある。目とピンクの鼻の周りの肌には陰ができている。ほのかに青いオーラをまとっている。ミョウマゲドンver.のopでは、スタンの代わりに紹介されている。
ヘクタゴン（Hectorgon）
声 - /英 - Patrick McHale
真っ赤な六角形を擬人化したような生き物。浮遊している。大きな赤橙色の唇と口ひげを持ち、金色の縁をした山高帽を被って、ライトブルーのネクタイをしている。ほのかに赤いオーラをまとっている。ミョウマゲドンver.のopではスタンの代わりに紹介されている。
アモーファス・シェイプ（Amorphous Shape）
多くのカラフルなねじ曲がった正方形で構成されたルービックキューブが分解されたような形状の生き物。浮遊している。それぞれの面に目を持つ。ほのかに白いオーラをまとっている。2本の長いダークパープル色の尻尾のような突起物を持つ。その先端は大きな青い房のようになっていて、体のうちの2つの紫色をした正方形からぶら下がっている。
パイロニカ（Pyronica）
声 - /英 - Danielle Fishel
光るピンクの一つ目を持つサキュバスのような女性型の生き物。ピンクのショートヘアで、前髪がある。2本の巨大な角の間には、何本か小さな角が生えている。手足は白い炎でできている。口は大きいが、唇は薄い。出っ歯と牙が混在している。カエルのような舌を持ち、ピンクのケープを身に付け、スティレットパンプスを履いている。
パシファイア（Paci-Fire）
声 - /英 - Matt Chapman
コウモリの耳に似ている巨大な黒い角を持つ悪魔のような赤ん坊様の生き物。肌の色はダークグレイ。ピンク色した雄牛のような鼻、光る赤い目、黒い悪魔のような尻尾を持ち、ほのかに赤いオーラをまとっている。胴体には、もうひとつの顔があり、赤いおしゃぶりをしている。広い額には、金の十字があり、十字の中心にはビルの目に似たような目が描かれている。他のものに比べて、一番典型的な悪魔のように描写されている。
ラバライト状の悪魔（Lava Lamp-Shaped Demon）
ラバライトに口がついたような生き物。2つのラヴァ状の塊を内部に持ち、ひとつは眼のように機能している。赤い縁をした山高帽を被っている。ミステリーハウスロボとの決戦には参加していないが、ビルの城である恐怖ピラミッドでのパーティには参加している。
目玉コウモリ（Eye bats）
コウモリの翼を持つ、人間ぐらいの大きさの目玉の生き物。パシファイアに操られているような描写がある。飛行能力とは別に、石化光線を放つ能力もある。光線でつかんだまま運ぶこともできる。複数体いて、ミョウマゲドンではグラビティフォールズの上空を飛び回り、人間を次々と石にして、恐怖ピラミッドに運んでいた。雑魚キャラのように見えるが、その能力から意外と活躍する。決戦には11体も出てきた。また、ミョウマゲドン消失後もグラビティフォールズに残留しているため、低級悪魔兼使い魔的な存在と思われる。
頭部のみの怪物（The Horrifying Sweaty One-Armed Monstrosity）
声 - /英 - ルイ・C・K、アレックス・ハーシュ
頭のてっぺんから一本の腕が生えている巨大な頭だけの怪物。近くに来た人間に口の中に入るように要求してくる。
88の顔を持つ怪物（The Creature With Eighty-Eight Different Faces）
声 - /英 - アレックス・ハーシュ
カラフルで多くの種類の顔を持つ生物。様々な生き物の集合体のような形状で、天使のような翼と天使の輪を持つ。「ミョウマゲドン2」において、ビルに87の顔を持つと間違えられた。ミステリーロボとの決戦には参加していない。

## 用語集
グラビティフォールズ（Gravity Falls）
物語の舞台となるアメリカ オレゴン州の田舎町。
町の設立は1863年。弾劾されたアメリカ8.5代大統領クエンティン・トレンブリー3世によって土地が発見され、彼が谷に落ちた事から「グラビティフォールズ」と名付けられた。
四方を森で囲まれており、シカ、ビーバー、フクロウ、オオカミ、ピューマなど多様な野生動物が棲息している。洞穴にはビル・サイファーについて警告する古い壁画が残されており、開拓史以前にも先住民が居たと見られる。
町の主要産業は林業。ほか、酪農業、観光業、工業（車の泥除け工場）など。「キツツキとの結婚が合法」「市長の権限で未成年を成人用刑務所に収監できる」など数多くの奇妙な条例があり、市長選挙は町の設立当時に制定された制度が未だに現行。町オリジナルのイベントとして7月22日の「サマーウィーン」があり、住民はスイカのランタンを飾って仮装パーティを行う。
町全体に「奇妙なものを引き寄せる不思議な力」が働いており、1980年台「見えない目の秘密結社」による緘口が敷かれる以前までは「全米で最も超常現象の報告が多い町」としても知られていた。
明言されていないが、モデルは「重力異常が起きるミステリースポット」として有名なオレゴン・ヴォーテックス。
日誌（Journal）
グラビティフォールズの奇妙なものについて書かれた3冊の日誌。赤いハードカバーで、表紙には六本指の手形が貼り付けられている。
第三巻はディッパーがミステリーハウス周辺の森で偶然発見した。
第二巻はギデオンが発見し所有していた。
第一巻はスタンフォードが唯一信頼できる人物として、スタンリーに託していた。
第三巻からは著者が疑心暗鬼による情緒不安定に陥ったため多くの記述が見えないインクで書かれており、また後半は書きかけである。
その正体はグラビティフォールズの異常現象について調査していたスタンフォード・パインズが記した研究日誌。ゲートを悪用される事を恐れたスタンフォードによって、2冊は隠され1冊は信用できる人物の手に委ねられていた。日誌が書かれた順序は概ね巻数に準じ、同じ超常現象でも巻数によって評が異なる事がある。日誌はディッパーが超常現象と戦うためのの助けとなったが、結果的にビル再召喚の原因、ひいてはミョウマゲドンの遠因ともなった。
トランスユニバーサルゲート（Universe portal）
「ゲート」「(異次元への)門」とも。グラビティフォールズに存在する「次元の弱い部分」に作られた、別次元へ繋がる穴を開ける装置。稼働には「危険廃棄物」が必要で、動作中は周辺に重力異常が発生する。使い方を誤れば世界が崩壊する恐れがあり、不完全状態で動かすだけでも修復困難な「次元の裂け目」を跡に残す。
「グラビティフォールズの謎の源は、我々の次元に流入してきた別次元にある」と仮説付けたスタンフォードによって提唱され、研究助手のマクガケットと共同で設計・制作を行い80年台ごろに完成した。
スタンフォードの研究の集大成であり、その情報は3冊の日誌に分割して収録されていた。
ミステリーハウス（Mystery house）
フォードの所有物であり、ディッパーとメイベルが訪れる時にはスタンリーが住んでいた家。
展示場や土産物を売る店舗以外にスタンリーやディッパー、メイベルの部屋とテレビのあるリビング、キッチンと合体したダイニングなどがある。また、屋外には底なし穴、屋内には蝋人形が仕舞い込まれていた隠し部屋や意識を交換するカーペットがあった部屋などの不思議な場所もある。第一シリーズの終盤で一時ギデオンに所有権が渡るが取り返される。
ミョウマゲドンの際には屋外にあったトーテムがビルの魔法によって凶暴化するが、ビル除けの効果のあるユニコーンの毛が随所に設置されていたおかげでことなきを得る。その後、マクガケットによってロボットの改造を施される。動力はセヴラルタイムスが走ることによって発電される電力。装備は2本ずつの手足、トータルポールの砲台、後方のマクガケットのガブリモンスター。
本体はミステリーハウス、左腕は琥珀の中に閉じ込められていたティラノサウルス、右腕はウェンディの父の所有するトラック、股はトランスユニバーサルゲート、右足はギデオンロボット、左足はスースの所有するトラックから構成されている。

## スタッフ

### 制作スタッフ
- 原作・製作総指揮（総監督） - アレックス・ハーシュ
- 制作統括 - ロブ・レンゼッティ
- クリエイティブディレクター  - マイケル・リアンダ
- シリーズ構成 - ダン・マクグラス（1話 - 10話）、ロブ・レンゼッティ（11話 - 20話）、マーク・リッツォ（21話 - ）
- アートディレクター - イアン・ウォーレル
- プロダクションデザイン - フィル・リンダ
- キャラクターデザイン - ジョー・ピット、アロンソ・ラミレス・ラモス、C・ラッジョ4世、クリストファー・ホウトン、他
- ロケーションデザイン - ショーン・ヒメネス、ビル・フローレス、トッド・フレデリクセン、他
- 編集 - ケビン・ロカーロ
- 録音監督 - ジニー・マクスウェイン
- 音楽 - ブラッド・ブリーク
- ラインプロデューサー - ドバイアス・コナン・トロスト（1話 - 20話）、ブライアン・ドエル（21話 - ）
- アニメーション制作 - ディズニー・テレビジョン・アニメーション、ラフ・ドラフト・コリア、デジタルEメイション

## 日本語版制作
- 翻訳 - 竹本浩子
- 演出 - 麦島哲也
- 録音制作 - HALF H・P STUDIO
- 日本語版制作 - DISNEY CHARACTER VOICES INTERNATIONAL, INC.

## エピソード一覧
話数は日本版準拠。なお日本語版において、サブタイトルは、各エピソード中では一切表示されない。

### シーズン1
| #  | サブタイトル                   | 原題                             | 脚本                                                         | ストーリーボード                                                                                   | 演出                                  | 放送日(米)     | 放送日(日)      |
| -- | ------------------------------ | -------------------------------- | ------------------------------------------------------------ | -------------------------------------------------------------------------------------------------- | ------------------------------------- | -------------- | --------------- |
| 1  | 不思議な町グラビティフォールズ | "Tourist Trapped"                | アレックス・ハーシュ                                         | マット・ブレイリー エリック・ファウンテン マーク・ガルシア アロンソ・ラミレス・ラモス ニキ・ヤング | ジョン・アオシマ                      | 2012年 6月25日 | 2012年 10月26日 |
| 2  | 幻のモンスターを探せ！         | "The Legend of the Gobblewonker" | マイケル・リアンダ アレックス・ハーシュ                      | ジョン・アオシマ タイラー・チェン エリック・ファウンテン                                           | ジョン・アオシマ                      | 6月29日        | 2012年 10月26日 |
| 3  | スタン人形殺人事件             | "Head Hunters"                   | オーリー・ウォリントン アレックス・ハーシュ                  | タイラー・チェン エリック・ファウンテン ニキ・ヤング                                               | ジョン・アオシマ                      | 6月30日        | 11月2日         |
| 4  | 超能力少年ギデオン             | "The Hand That Rocks the Mabel"  | ザック・パエス アレックス・ハーシュ                          | マット・ブレイリー ルーク・ブルックシェアー アロンソ・ラミレス・ラモス                             | ジョン・アオシマ                      | 7月6日         | 11月9日         |
| 5  | 恐怖のコンビニ                 | "The Inconveniencing"            | マイケル・リアンダ アレックス・ハーシュ                      | タイラー・チェン マーク・ガルシア                                                                  | アーロン・スプリンガー ジョー・ピット | 7月13日        | 11月16日        |
| 6  | 男になりたい                   | "Dipper vs. Manliness"           | ティム・マキーオン                                           | タイラー・チェン エリック・ファウンテン マーク・ガルシア ニキ・ヤング                              | アーロン・スプリンガー ジョー・ピット | 7月20日        | 11月23日        |
| 7  | ディッパーがいっぱい           | "Double Dipper"                  | マイケル・リアンダ ティム・マキーオン アレックス・ハーシュ   | マット・ブレイリー マーク・ガルシア アロンソ・ラミレス・ラモス                                     | アーロン・スプリンガー ジョー・ピット | 8月10日        | 2013年 2月22日  |
| 8  | 合衆国最大の秘密               | "Irrational Treasure"            | ティム・マキーオン アレックス・ハーシュ                      | クリス・ソネンバーグ ニキ・ヤング                                                                  | ジョン・アオシマ                      | 8月17日        | 3月1日          |
| 9  | チャンスは一度きり?            | "The Time Traveler's Pig"        | オーリー・ウィリントン アレックス・ハーシュ                  | エリック・ファウンテン マーク・ガルシア                                                            | アーロン・スプリンガー ジョー・ピット | 8月24日        | 3月8日          |
| 10 | ゲームでファイト!              | "Fight Fighters"                 | ザック・パエス アレックス・ハーシュ                          | エリック・ファウンテン マーク・ガルシア                                                            | ジョン・アオシマ                      | 9月14日        | 2月17日         |
| 11 | 大きくなーれ!                  | "Little Dipper"                  | ティム・マキーオン ザック・パエス アレックス・ハーシュ       | クリス・ソネンバーグ ニキ・ヤン                                                                    | アーロン・スプリンガー ジョー・ピット | 9月28日        | 3月15日         |
| 12 | サマーウィーンの恐怖           | "Summerween"                     | ザック・パエス アレックス・ハーシュ マイケル・リアンダ       | マシュー・ブレイリー ニール・F・グラフ アロンソ・ラミレス・ラモス                                  | ジョン・アオシマ                      | 10月5日        | 10月20日        |
| 13 | メイベルがボス                 | "Boss Mabel"                     | ティム・マキーオン アレックス・ハーシュ                      | クリス・ソネンバーグ ニキ・ヤング                                                                  | ジョン・アオシマ                      | 2013年 2月15日 | 2014年 6月7日   |
| 14 | 底なし穴の中で                 | "Bottomless Pit!"                | アレックス・ハーシュ マイケル・リアンダ                      | マット・ブレイリー デヴィッド・ゲミル アロンソ・ラミレス・ラモス                                   | アーロン・スプリンガー ジョー・ピット | 3月1日         | 2013年 12月14日 |
| 15 | プール脱出大作戦               | "The Deep End"                   | ナンシー・コーエン                                           | エリック・ファウンテン デヴィッド・ゲミル                                                          | アーロン・スプリンガー ジョー・ピット | 3月15日        | 2014年 6月15日  |
| 16 | 不思議なカーペット             | "Carpet Diem"                    | ティム・マキーオン ザック・パエス アレックス・ハーシュ       | マット・ブレイリー パトリック・ハーピン クリス・ソネンバーグ ニキ・ヤング                          | ジョー・ピット                        | 4月5日         | 1月18日         |
| 17 | 愛しのボーイズバンド           | "Boyz Crazy"                     | マット・チャップマン アレックス・ハーシュ                    | エリック・ファウンテン デヴィッド・ゲミル ヴォーン・タダ                                           | ジョン・アオシマ                      | 4月19日        | 6月22日         |
| 18 | 赤い糸の先に                   | "Land Before Swine"              | ティム・マキーオン アレックス・ハーシュ                      | マット・ダナー エリック・ファウンテン アロンソ・ラミレス・ラモス                                   | ジョン・アオシマ                      | 6月28日        | 6月29日         |
| 19 | ミステリーハウスを守れ!        | "Dreamscaperers"                 | ティム・マキーオン マット・ブレイリー アレックス・ハーシュ   | マット・ブレイリー デヴィッド・ゲミル                                                              | ジョー・ピット ジョン・アオシマ       | 7月12日        | 8月16日         |
| 20 | ミステリーハウスを取り戻せ!!   | "Gideon Rises"                   | マット・チャップマン アレックス・ハーシュ マイケル・リアンダ | ジョシュエ・クレヴァンテス エリック・フォウンテイン アロンソ・ラミレス・ラモス                     | ジョー・ピット ジョン・アオシマ       | 8月2日         | 8月16日         |

### シーズン2
| #        | 邦題                                           | 原題                                      | 脚本                                                                                               | ストーリーボード                                                                                           | 演出                              | 放送日(米)     | 放送日(日)     |
| -------- | ---------------------------------------------- | ----------------------------------------- | -------------------------------------------------------------------------------------------------- | --- | --------------------------------- | -------------- | -------------- |
| 21       | 怖いカラオケ                                   | "Scary-oke"                               | ジェフ・ロウ マット・チャップマン アレックス・ハーシュ                                             | ニール・グラフ スティーブ・ヘンベルド アロンソ・ラミレス・ラモス ルーク・ウェーバー                        | ロブ・レンゼッティ                | 2014年 8月1日  | 2014年 11月1日 |
| 22       | 謎の隠れ場所                                   | "Into the Bunker"                         | マット・チャップマン アレックス・ハーシュ                                                          | ニール・グラフ エリック・ファウンテン ジョー・ピット                                                       | ジョー・ピット                    | 8月4日         | 10月18日       |
| 23       | ミニゴルフ戦争                                 | "The Golf War"                            | ジェフ・ロウ アレックス・ハーシュ                                                                  | マット・ブレイリー アロンソ・ラミレス・ラモス                                                              | マット・ブレイリー                | 8月11日        | 2015年 5月15日 |
| 24       | 靴下オペラ                                     | "Sock Opera"                              | シオン・タケウチ アレックス・ハーシュ                                                              | クリス・ホウトン スニル・ホール ヴォーン・タダ                                                             | マット・ブレイリー ジョー・ピット | 9月8日         | 5月22日        |
| 25       | スースと、その彼女                             | "Soos and the Real Girl"                  | マーク・リッツォ アレックス・ハーシュ                                                              | エミー・シシエレガ セージ・コトゥーニョ アロンソ・ラミレス・ラモス                                         | マット・ブレイリー                | 9月22日        | 5月29日        |
| 26       | リトル・ギフトショップ・オブ・ホラーズ         | "Little Gift Shop of Horrors"             | シオン・タケウチ マット・チャップマン アレックス・ハーシュ                                         | セージ・コトゥーニョ スニル・ホール ヴォーン・タダ                                                         | スティーブン・サンドヴァル        | 10月4日        | 10月24日       |
| 27       | 見えない目の秘密結社                           | "Society of the Blind Eye"                | マット・チャップマン アレックス・ハーシュ                                                          | セージ・コトゥーニョ スニル・ホール クリス・ホウトン ルーク・ウェーバー ヴォーン・タダ                     | スニル・ホール                    | 10月27日       | 6月5日         |
| 28       | スースの誕生日                                 | "Blendin's Game"                          | ジェフ・ロウ アレックス・ハーシュ                                                                  | エミー・シシエレガ セージ・コトゥーニョ クリス・ホウトン ルーク・ウェーバー                                | マット・ブレイリー                | 11月10日       | 6月12日        |
| 29       | 恋のキューピッド                               | "The Love God"                            | ジョシュ・ワインスタイン アレックス・ハーシュ                                                      | エミー・シシエレガ セージ・コトゥーニョ ヴォーン・タダ                                                     | スニル・ホール                    | 11月26日       | 8月31日        |
| 30       | ノースウエスト家の謎                           | "Northwest Mansion Mystery"               | マーク・リッツォ ジェフ・ロウ アレックス・ハーシュ                                                 | エミー・シシエレガ アロンソ・ラミレス・ラモス ヴォーン・タダ ルーク・ウェーバー                            | マット・ブレイリー                | 2015年 2月16日 | 9月7日         |
| 31       | 今まで見えていた者                             | "Not What He Seems"                       | シオン・タケウチ ジョシュ・ウェインスタイン ジェフ・ロウ マット・チャップマン アレックス・ハーシュ | セージ・コトゥーニョ アロンソ・ラミレス・ラモス ダナ・テラス ルーク・ウェーバー                            | スティーブン・サンドヴァル        | 3月9日         | 10月24日       |
| 32       | 2人のスタンの物語                              | "A Tale of Two Stans"                     | マット・チャップマン ジョシュ・ウェインスタイン アレックス・ハーシュ                               | セージ・コトゥーニョ アロンソ・ラミレス・ラモス スティーブン・サンドヴァル ダナ・テラス ルーク・ウェーバー | スニル・ホール                    | 7月13日        | 2016年 2月13日 |
| 33       | ダンジョン・バトルロイヤル                     | "Dungeons, Dungeons, & More Dungeons"     | マット・チャップマン ジョシュ・ウェインスタイン アレックス・ハーシュ                               | エミー・シシエレガ アロンソ・ラミレス・ラモス ヴォーン・タダ                                               | スティーブン・サンドヴァル        | 8月3日         | 2月15日        |
| 34       | スタンを市長に!                                | "The Stanchurian Candidate"               | ジェフ・ロウ ジョシュ・ウェインスタイン アレックス・ハーシュ                                       | セージ・コトゥーニョ ダナ・テラス ルーク・ウェーバー                                                       | マット・ブレイリー                | 8月24日        | 2月22日        |
| 35       | メイベルはいい子?                              | "The Last Mabelcorn"                      | アレックス・ハーシュ                                                                               | マット・ブレイリー セージ・コトゥーニョ ミゲル・プーガ ヴォーン・タダ ダナ・テラス                         | マット・ブレイリー                | 9月7日         | 2月29日        |
| 36       | もてもてディッパー                             | "Roadside Attraction"                     | ジェフ・ロウ ジョシュ・ウェインスタイン アレックス・ハーシュ                                       | エミー・シシエレガ アロンソ・ラミレス・ラモス ヴォーン・タダ                                               | スニル・ホール                    | 9月21日        | 3月7日         |
| 37       | 終わらない夏                                   | "Dipper and Mabel vs. The Future"         | マット・チャップマン ジョシュ・ウェインスタイン アレックス・ハーシュ                               | ベン・ホルム ダナ・テラス ルーク・ウェーバー                                                               | スティーブン・サンドヴァル        | 10月12日       | 3月14日        |
| 38       | ミョウマゲドン                                 | "Weirdmageddon Part 1"                    | ジョシュ・ウェインスタイン アレックス・ハーシュ                                                    | Ben Holm Dana Terrace Stephen Sandoval Luke Weber                                                          | スニル・ホール                    | 10月26日       | 5月9日         |
| 39       | ミョウマゲドン2:現実からの逃避                 | "Weirdmageddon 2: Escape From Reality"    | ジェフ・ロウ アレックス・ハーシュ                                                                  | Emmy Cicierega Sabrina Cotugno Alonso Ramirez Ramos Ben Holm                                               | マット・ブレイリー                | 11月23日       | 5月16日        |
| 40       | ミョウマゲドン3:グラビティフォールズを取り戻せ | "Weirdmageddon 3: Take Back The Falls"    | シオン・タケウチ マーク・リッツォ ジェフ・ロウ ジョシュ・ウェインスタイン アレックス・ハーシュ     | Emmy Cicierega Sabrina Cotugno Ben Holm Dana Terrace Luke Weber                                            | スティーブン・サンドヴァル        | 2016年 2月15日 | 6月12日        |
| 41（終） | ミョウマゲドン4:森のどこかで                   | "Weirdmageddon 4: Somewhere in The Woods" | シオン・タケウチ マーク・リッツォ ジェフ・ロウ ジョシュ・ウェインスタイン アレックス・ハーシュ     | Emmy Cicierega Sabrina Cotugno Ben Holm Dana Terrace Luke Weber                                            | スティーブン・サンドヴァル        | 2016年 2月15日 | 6月12日        |

## ミニシリーズ
本編とは別にいくつかのミニシリーズがある。ただしミニシリーズは定期的な差し込みがある訳ではなく、本編終了後に入る事がある。ディッパーの謎ガイドは#××とナンバリングされてはいるがランダムである。メイベルのガイドシリーズはナンバリングが無く、かつ「××ガイドでした〜」と前のエピソードのエンディング部分から始まるパターンが多い。括弧内は原題。
- ディッパーの謎ガイド（Dipper's Guide to the Unexplained）

カメラマン兼レポーターのディッパーが、グラビティフォールズの町周辺の謎を探り追いレポートする。
1. スタンのタトゥー（Stan's Tattoo）
2. キャンディー好きモンスター（Candy Monster）
3. 郵便箱（Mailbox）
4. 左側の男（Mr. Left）
5. 歯（Tooth）
6. 後ろ隠れ（The Hide-Behind）

- メイベルのガイド（Mabel's Guide to Life）

1. メイベルのデート・ガイド（Mabel's Guide to Dating）
2. メイベルのステッカー・ガイド（Mabel's Guide to Stickers）
3. メイベルのおしゃれガイド（Mabel's Guide to Fashion）
4. メイベルの色ガイド（Mabel's Guide to Color）
5. メイベルの芸術ガイド（Mabel's Guide to Art）

- 修理はスース（Fixin' It with Soos）

1. 修理はスース ゴルフカート（Golf Cart）
2. 修理はスース 鳩時計（Cuckoo Clock）

- グラビティフォールズ・テレビ（TV Shorts）

1. グラビティフォールズ・テレビ その1（TV Shorts 1）
2. グラビティフォールズ・テレビ その2（TV Shorts 2）

- メイベルのスクラップブック（Mabel's Scrapbook）

1. メイベルのスクラップブック ふれあい動物園（Petting Zoo）
2. メイベルのスクラップブック 映画館に乗り込め（Heist Movie）

## 番外編
グラビティフォールズの秘密～パインズの裏側～

## 特別放送概要
ディズニー・チャンネル内での特別編成では、新エピソードや特別エピソードが放送された。
フィニアスとファーブ ペリーどこだ？（2012年10月6日）
特別編成内で、怪奇ゾーン グラビティフォールズの先行放送が行われた。「不思議な街 グラビティフォールズ」が日本初放送として放映された。
ディズニー・チャンネル ハロウィーン（2012年10月26日）
「幻のモンスターを探せ！」が日本初放送として放映された。
怪奇ゾーン グラビティフォールズ おっかなファイル（2013年1月19日・20日）
第1話から6話連続放送が行われた。
シュガー・ラッシュ公開記念 とびこめ！ゲームワールド（2013年2月17日）
「ゲームでファイト！」が日本初放送として放映された。
怪奇ゾーン グラビティフォールズ 続おっかなファイル（2013年4月28日）
ディズニー・チャンネル ハロウィーン（2013年10月20日）
「サマーウィーンの恐怖」が日本初放送として放映された。
ディズニー・チャンネル 魔法の10週間 怪奇ゾーン グラビティフォールズ特集（2013年12月14日）
「底なし穴の中で」が日本初放送として放映された。
帰ってきたグラビティフォールズ 恐怖！メイベルまつり（2014年6月7日）
ディズニー・チャンネル ハロウィーン特集（2014年10月18日）
「謎の隠れ場所」が日本初放送として放映された。
ディズニー・チャンネル フレッシュ・ラッシュ！（2014年11月1日）
「怖いカラオケ」が日本初放送として放映された。
怪奇ゾーングラビティフォールズ 新作おっかなプレイバック（2015年6月21日）
短編アニメ「グラビティフォールズ・テレビ　その2」が日本初放送として放映された。
衝撃のグラビティフォールズ ミステリー・ハロウィーン（2015年10月24日）
「リトル・ギフトショップ・オブ・ホラーズ」「今まで見えていた者」が日本初放送として放映された。
怪奇ゾーングラビティフォールズ ゾ・ゾ・ゾ！クライマックス（2016年6月11日・12日）
怪奇ゾーン グラビティフォールズ もういちど クライマックス（2016年11月6日）
怪奇ゾーン グラビティフォールズ 全話一挙放送（2016年12月31日～2017年1月1日）
年末年始期間の無料放送と期間が重なり、全話無料放送された。
怪奇ゾーン グラビティフォールズ 全話一挙放送（2017年5月3日～7日）
怪奇ゾーン グラビティフォールズ フィナーレ（2017年10月7日・8日・14日・15日）
怪奇ゾーン グラビティフォールズ 拡大放送（2018年7月29日より5週連続）
ディズニー・チャンネル ビッグ10 怪奇ゾーン グラビティフォールズ（2019年5月3日・4日）

Dlifeにおいても特別編成が組まれ、放送された。
ちょいみせ2時間！ 怪奇ゾーングラビティフォールズ（2013年9月29日）
第1話から第4話まで連続放送が行われた。

## 制作
本作は実際に双子として生まれたクリエイターのアレックス・ハーシュの子供時代をもとに作られており、キャラクター造形はアメリカのコメディ人形劇『ザ・マペッツ』を参考にしている。たとえば、ディッパーの双子の姉であるメイベルは、ハーシュの双子の姉アリエルをモデルとしている。一方で、ウェンディはカッコいい女の子像を集約したキャラクターとして造形されており、特定のモデルはいない。
ハーシュは数々の映画作品を中心としたアメリカのポップカルチャーはもちろん、スタジオジブリやポケモン、ビデオゲームなどの日本のポップカルチャーにも影響を受けたと話しており、例えば『千と千尋の神隠し』のカオナシをモデルにしたモンスターや、『ストリートファイター』そっくりなゲームなど様々なパロディやオマージュを登場させている。また、本作で題材として取り上げられる怪奇現象は人魚からタイムトラベルまでと幅広く、一部のメディアからは構成が『X-ファイル』に近いと指摘されている。
本作のキーアイテムである六本指表紙の日誌（ジャーナル）と、ディッパーとメイベルが書いたという設定のミステリーガイドが、ハードカバー本のファンブック『Journal 3』や『Gravity Falls Dipper's and Mabel's Guide to Mystery and Nonstop Fun!』として販売されている。
アメリカのテレビ業界において、人気のあるテレビシリーズは何シーズンも続くことが多いのに対し、本作の放送期間は2シーズンである。ハーシュは本作の放送期間が短い理由は、自分の判断であると述べている。